# Céline Sciamma

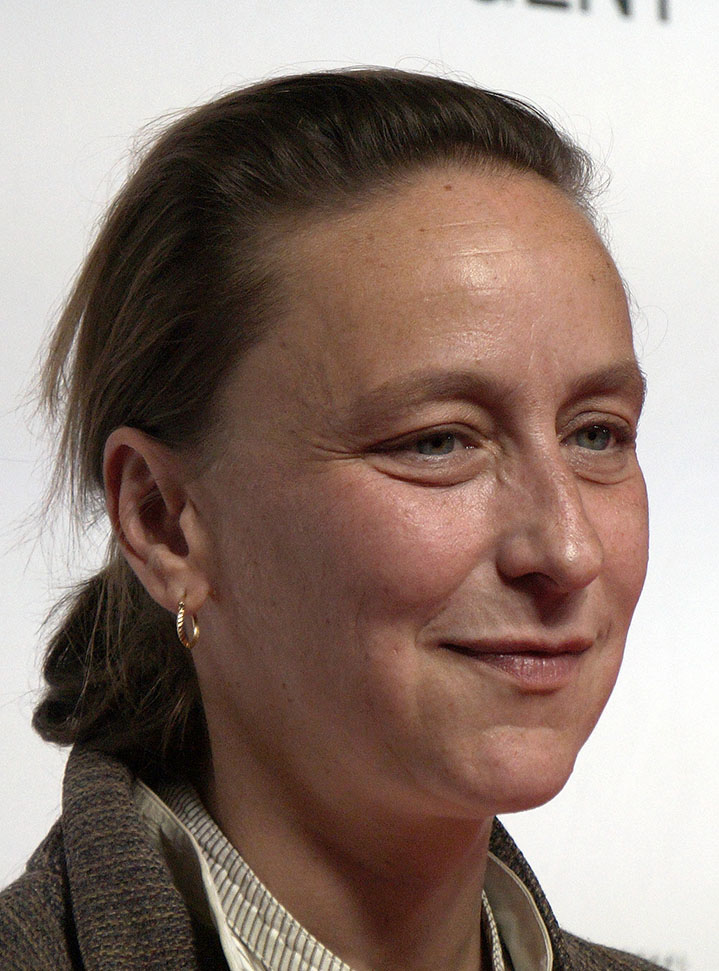
Céline Sciamma (2022) am Film Fest Gent

Céline Sciamma (* 12. November 1978 in Pontoise) ist eine französische Drehbuchautorin und Filmregisseurin.

## Leben
Sciamma wuchs in einem Pariser Vorort auf. Sie absolvierte ein Studium der Französischen Literatur an der Universität Paris-Nanterre. Danach studierte sie von 2001 bis 2005 an der Filmschule La fémis mit der Fachrichtung Drehbuch. In den Jahren 2004 und 2006 verfasste sie Drehbücher für zwei Kurzfilme von Jean-Baptiste de Laubier alias Para One.
Sciamma debütierte 2007 mit dem Spielfilm Water Lilies (Originaltitel Naissance des pieuvres) als Regisseurin. Der Film wurde in Cannes uraufgeführt und erzielte internationale Erfolge. Ihr zweiter Film in Spielfilmlänge, Tomboy, eröffnete die Panoramasektion der Berlinale 2011, während ihr dritter Spielfilm Mädchenbande 2014 die Quinzaine des réalisateurs in der Filmfestspiele in Cannes eröffnete und zahlreiche internationale Preise gewann.
Für den 2016 erschienenen Animationsfilm Mein Leben als Zucchini von Claude Barras verfasste Sciamma das Drehbuch und erhielt hierfür 2017 den César (César für das Beste adaptierte Drehbuch). Gemeinsam mit André Téchiné schrieb sie das Drehbuch zu dem ebenfalls im Jahr 2016 erschienenen Film Mit Siebzehn.
2017 wurde sie für ihre Leistungen als Drehbuchautorin in die Academy of Motion Picture Arts and Sciences (AMPAS) aufgenommen, die unter anderem die Oscars vergibt.
Sciamma ist eine der Initiatorinnen des Collectif 50/50. Der 2018 gegründete Verein hat sich zum Ziel gesetzt, die Gleichstellung von Frauen und Männern sowie die sexuelle und geschlechtsspezifische Vielfalt im Kino und im audiovisuellen Bereich zu fördern.

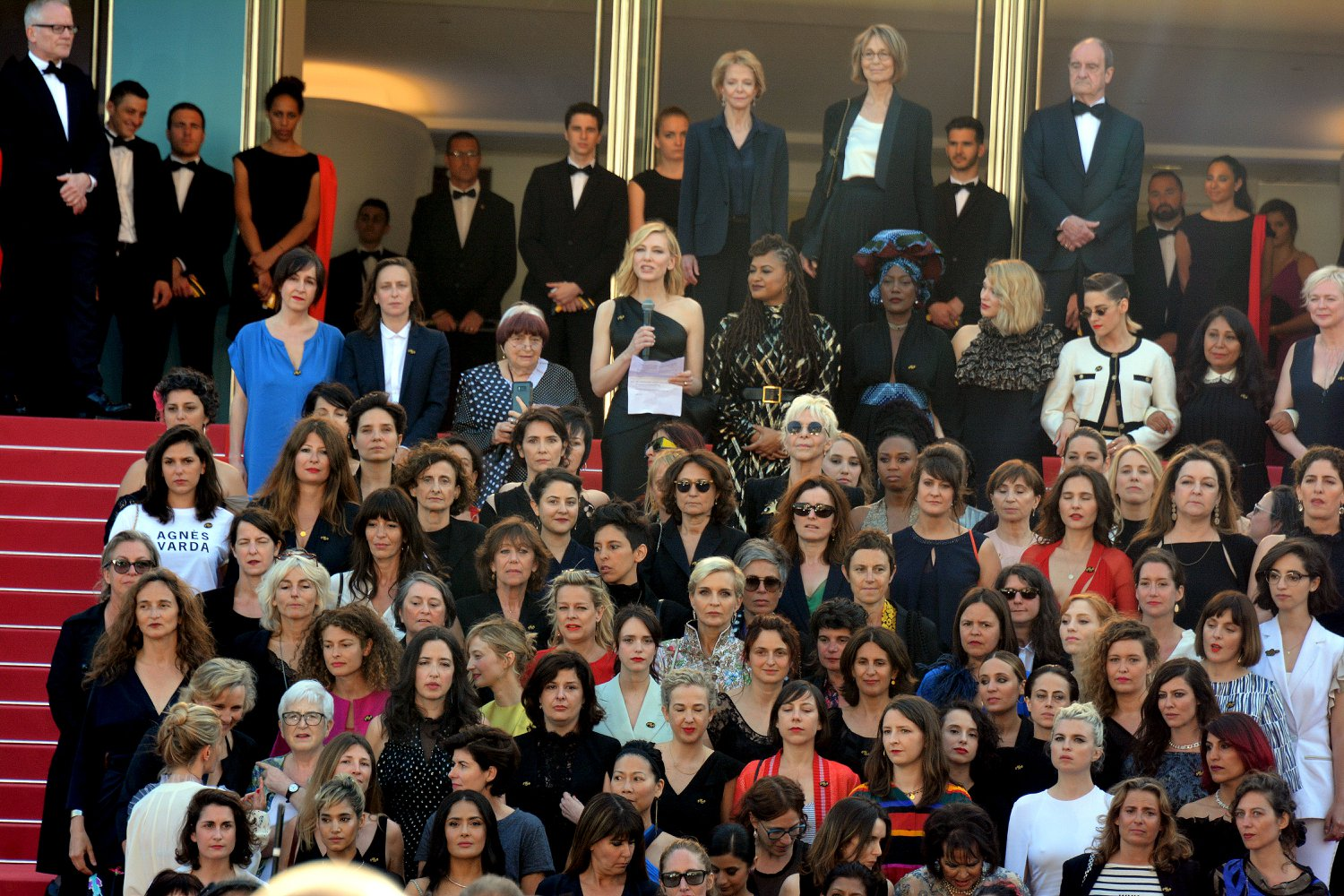
Am Filmfestival von Cannes 2018: Forderung nach Gleichstellung auf dem roten Teppich

Mit Porträt einer jungen Frau in Flammen realisierte Sciamma 2019 ihren vierten Spielfilm, für den sie auch das Drehbuch schrieb, mit den Schauspielerinnen Adèle Haenel und Noémie Merlant in den Hauptrollen. Der Film feierte seine Premiere im Wettbewerb des 72. Filmfestivals von Cannes. Dabei gewann Sciamma den Preis für das beste Drehbuch, die Queer Palm und der Film brachte ihr unter anderem den Europäischen Filmpreis für das beste Drehbuch ein. Bei der Nominierung für die Césars 2020 war der Film in fast allen Kategorien vertreten; es wurde jedoch schlussendlich lediglich die Arbeit von Claire Mathon für die Beste Kameraführung prämiert. Den Preis für die Beste Regie erhielt Roman Polanski in einem umstrittenen Entscheid.
2021 erhielt sie für Petite Maman ihre erste Einladung in den Wettbewerb der 71. Internationalen Filmfestspiele Berlin. Ein Jahr später wurde sie beim 79. Filmfestival von Venedig als Jurypräsidentin der unabhängigen Nebenreihe Giornate degli Autori ausgewählt.
Im Dezember 2022 wurde Sciammas Film Porträt einer jungen Frau in Flammen in der alle zehn Jahre abgehaltenen Kritikerumfrage der britischen Zeitschrift Sight & Sound auf Platz 30 der „besten Filme aller Zeiten“ gewählt. Ein Jahr später arbeitete sie gemeinsam mit Noémie Merlant am Drehbuch von Balconettes zusammen.

## Privates
Sciamma war mit der Schauspielerin Adèle Haenel liiert, die sie bei der Arbeit an Water Lilies kennengelernt hatte. Zum Zeitpunkt der Zusammenarbeit für Porträt einer jungen Frau in Flammen war das Paar bereits getrennt. Homosexuelle Beziehungen sind häufig Thema in Sciammas Filmen und Drehbüchern.

## Filmografie
Regie
- 2007: Water Lilies (Naissance des pieuvres)
- 2009: Pauline (Kurzfilm)
- 2011: Tomboy
- 2014: Mädchenbande (Bande de filles)
- 2019: Porträt einer jungen Frau in Flammen (Portrait de la jeune fille en feu)
- 2021: Petite Maman – Als wir Kinder waren (Petite maman)

Drehbuch
- 2004: Les premières communions (Kurzfilm, Regie: Jean-Baptiste de Laubier)
- 2006: Cache ta joie, (Kurzfilm, Regie: Jean-Baptiste de Laubier)
- 2007: Water Lilies (Naissance des pieuvres)
- 2010: Ivory Tower (Regie: Adam Traynor)
- 2011: Tomboy
- 2014: Mädchenbande (Bande de filles)
- 2015: Mein Leben als Zucchini (Ma vie de Courgette, Animationsfilm)
- 2016: Mit Siebzehn (Quand on a 17 ans, Regie: André Téchiné)
- 2019: Porträt einer jungen Frau in Flammen (Portrait de la jeune fille en feu)
- 2021: Petite Maman – Als wir Kinder waren (Petite maman)
- 2021: Wo in Paris die Sonne aufgeht (Les Olympiades)
- 2024: Balconettes